# La cosecha (película de 1970)
La cosecha es una película en blanco y negro de Argentina dirigida por Marcos Madanes según el guion de Ezequiel Martínez Estrada que se estrenó el 28 de octubre de 1970 y que tuvo como protagonistas a Pedro Buchardo, Guerino Marchesi, Elsa Berenguer, Héctor Carrión y  Margarita Corona.

## Sinopsis
Un agricultor quiere inscribir su cosecha en los registros del pueblo y queda aprisionado en un régimen legal que propicia varios excesos.

## Reparto
- Pedro Buchardo
- Guerino Marchesi
- Elsa Berenguer
- Héctor Carrión
- Margarita Corona
- David Llewellyn
- Lola Palombo
- Bernardo Perrone
- Cacho Espíndola
- Carlos Gros
- Fernando Iglesias
- Myriam Van Wessen
- Cuny Vera
- Tony Vilas
- Sergio Corona

## Premios
En el Festival Internacional de Cine de Locarno (Suiza) de 1967, recibió un diploma al mérito, en el Festival Internacional de Cine de Sídney (Australia) de 1967, un diploma de honor y en el Festival Internacional de Cine de Cork, Irlanda de 1967, una medalla de oro.

## Comentarios
Clarín dijo:

”La conducción de actores y la técnica del doblaje son todavía puntos muy flojos en la artesanía de Madanes.”

La Nación opinó:

”El trabajo de realización de M. Madanes…es correcto desde el punto de vista técnico…reúne los méritos suficientes para que el relato consiga interesar.”

Manrupe y Portela escriben:

”Cine social a tono con la época  y técnicamente correcto.”